# مقصد (فیلم)
مقصد (به هندی: Maqsad) فیلمی محصول سال ۱۹۸۴ و به کارگردانی کی. باپایا است. در این فیلم بازیگرانی همچون راجش خانا، جایا پرادا، جیتندرا، سری دوی، قادرخان، شاتورگان سینها، وحیده رحمان، پریم چوپرا، شاکتی کاپور، امجد خان، آسرانی، رانجیت، افتخار ایفای نقش کرده‌اند.